# نیکو گونزالس (بازیکن فوتبال، زاده ۱۹۸۸)
نیکو گونزالس (انگلیسی: Nico González؛ زادهٔ ۶ نوامبر ۱۹۸۸) بازیکن فوتبال اهل اسپانیا است.
از باشگاه‌هایی که در آن بازی کرده‌است می‌توان به باشگاه ورزشی تنریف و باشگاه فوتبال آلباسته بالومپیه اشاره کرد.